# الملاك الحارس (رواية)
الملاك الحارس هي إحدى روايات الروائية الأمريكية دانيال ستيل (بالإنجليزية Johnny Angel) وهي من الروايات الرومانسية التي حققت نجاحا كبيراً.

## نبذة قصيرة
تدور أحداث الرواية عن شاب محبوب في الثانوية يموت في حادث سيارة في ليلة تخرجه ويعود طيفه ليزور اسرته ويحثهم على التماسك والترابط كعائلة.